# 血雨
血雨（英語：Blood rain），又稱紅雨（Red rain），被认为是一种褐紅色的降雨的形式从天空中飘落的现象。诗人荷马创作的史诗《伊利亚特》有对血雨的记载。17世纪以前，人们认为这种雨就是血；但目前的科学共识认为，血雨是由绿色桔色藻属微藻的气生孢子引起的。

## 历史
1608年，法国一个小城镇的上空降下“血雨”，深红的雨水很像血水。
1841年8月17日下午1点多，美国田纳西州的一块烟草农场上空出现红云，然后红色的液体自天而降，血雨中夹杂着肉块，并伴随有难闻的气味。
1869年8月1日，美国加利福尼亚一个小镇上的一家庄园下起了持续三分钟的血雨，降下的腥物（鲜血和肉块）覆盖了好几英亩土地。当时镇子的上空有一大群秃鹰，因此它们身上的血污被认为是血雨的来源。
1890年5月15日，意大利卡拉布里亚的Messignadi区降下了红雨，这一事件得到意大利气象局的证实，但是当局的解释是，迁徙的候鸟群遭风暴袭击，致使身体受伤而流血，然后随着雨水降下，形成血雨。但当时并没发现死亡的鸟类。
1903年2月21～23日，欧洲多国包括英格兰南部和威尔士两地，下了一场特大血雨，2万平方英里的土地都被染上了红色。

## 参看
- 喀拉拉紅雨
- 西瓜雪
- 後見之明偏誤
- 動物從天而降